# Nurit Peled-Elhanan
Nurit Peled-Elhanan (née en 1949 à Jérusalem), est une philologue et traductrice, professeur de littérature comparée à l'université hébraïque de Jérusalem, connue comme militante pacifiste en Israël. Elle est la fille Mattityahu Peled (en), ancien général de l'armée israélienne, devenu militant pour la paix.

## Éléments de biographie
Elle naît en en 1949 à Jérusalem. Son père, Mattityahu Peled (en), est un ancien général de l'armée israélienne durant la guerre israélo-arabe de 1948, qui, après la guerre des Six Jours, s'est élevé contre la politique de colonisation et a milité pour la paix.
Elle est l'épouse de Rami Elhanan (en), également devenu un militant pour la paix. Le 4 septembre 1997, le couple perd leur fille Smadar, tuée à l'âge de 14 ans, Smadar Elhanan dans un attentat kamikaze palestinien. Nurit Peled-Elhanan interdit alors aux officiels israéliens, dont Benjamin Netanyahou, d'assister aux obsèques, et déclare alors « ne pas avoir cédé au désespoir mais prononcé un discours avec pour thème la responsabilité d'une politique myope qui refuse de reconnaître les droits de l'autre et fomente la haine et les conflits ». Elle est cofondatrice de l'association israélienne et palestinienne The Parents Circle - Families Forum (« Association des Parents endeuillés pour la paix »).

### Distinctions
Elle reçoit le prix Sakharov en 2001 en tant que représentante de « tous les Israéliens qui prônent une solution négociée du conflit et revendiquent clairement le droit à l'existence des deux peuples et des deux États avec des droits égaux ». Izzat Ghazzawi, un professeur de littérature palestinien, également militant pour la paix malgré la perte d'un fils dans le conflit le reçoit en même temps.
Elle est l'une des trois promoteurs du Tribunal Russell sur la Palestine dont les travaux ont commencé le 4 mars 2009.

## Sur la représentation des Palestiniens dans les manuels scolaires israéliens

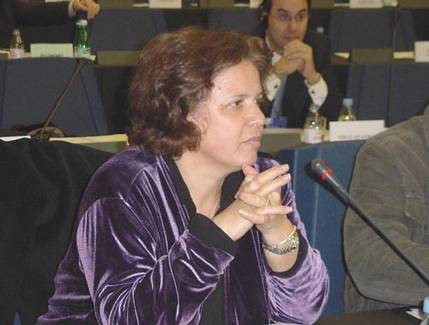
Nurit Peled-Elhanan en 2001.

Nurit Peled-Elhanan décrit la représentation des Palestiniens dans les manuels scolaires israéliens comme « raciste ». Elle affirme que leur seule représentation les montre comme des « réfugiés, des agriculteurs et des terroristes », soutenant que « dans des centaines et des centaines de livres » pas une photographie ne représente un Arabe comme une « personne normale ». Ses études sur le sujet sont synthétisées dans un livre paru en 2012, intitulé La Palestine dans les livres scolaires israéliens : Idéologie et propagande dans l'éducation.
L'approche de N. Peled-Elhanan sur les manuels scolaires israéliens lui vaut plusieurs critiques, en particulier de l'ONG IMPACT-se (Institute for Monitoring Peace and Cultural Tolerance in School Education (en)) qui a publié en 2019 un libelle pour « démystifier [debunking] la Prof. Nurit Peled-Elhanan ».[source insuffisante]
Déjà en 2006, Arnon Groiss, alors directeur de cet organisme, avait vivement critiqué une publication de N. Peled-Elhanan reprochant aux manuels scolaires israéliens de nourrir le racisme, écrivant qu'« il est étonnant que ses [N. Peled Elhanan] affirmations générales péremptoires soient en fait basées sur une étude de sept manuels seulement. » et reprochant plus loin à l'auteur « une utilisation très sélective des sources, omettant toutes les références qui contredisent sa thèse ».[source insuffisante]
L'auteur du rapport reproche aussi à N. Peled-Elhanan d'avoir « élargi la définition du racisme afin d'y inclure des cas que les chercheurs classent comme de l'ethnocentrisme », et il conclut: « il est clair que le Dr Peled-Elhanan s'est fixé pour objectif de qualifier le programme d'études israélien de raciste. (...) [L']approche fortement politisée et donc partiale déforme le matériel pour produire une image à sa convenance.  Il ne s'agit pas d'un ouvrage scientifique. »[source insuffisante]